# 環子午線航空3751號班機空難
環子午線航空3751號班機是貨運航空公司環子午線航空一班定期航班，由香港啟德機場前往泰國曼谷廊曼機場。1977年9月2日，一架CL-44型貨機於啟德機場起飛不久即失事墜毀於橫瀾島對開海域，機上四名機員全數遇難。

## 經過
2日晨8時31分，環子午線航空KK3751號班機（機身編號G-ATZH）滿載著20噸香港製造的毛紡產品（如成衣）、玩具、膠鞋、日用品，於啟德機場13跑道起飛，飛行5分鐘後機場接獲貨機消息，謂其中一引擎（4號引擎）著火，有意折返香港。雖然支援系統啟動，但引擎起火，火勢並開始蔓延。在8時36分（報章報道；航機與通訊塔錄音為8時38分），貨機失控墮海，墜毀在橫瀾島東北偏東五公里處的海域上。

## 救援
失事後當局即展開救援工作。橫瀾燈塔工作人員李顯忠表示他初未知有此事，在海事處電話通知後他以望遠鏡眺望，發現橫瀾島東北以東兩海里（3.7公里）處有物品漂浮。當時有兩艘商船（包括一艘駛離香港的蘇聯船PATELEYMON LEPESHINSKY，另一艘美國輪RAPHAEL SEMMES則入港）路經並前往搶救。皇家空軍28中隊兩架及輔助空軍1架（合共3架）直升機奉召出動。空軍8時45分接獲消息，5分鐘後出發直升機共載有海軍蛙人6名，但中午前已停止搜救。兩艘皇家海軍巡邏艇華茲柏頓及仁頓號、一艘陸軍登陸艇、三艘滅火輪四號、五號及雷鳥號亦馳往藍塘海峽現場。消防事務處副處長霍恂及助理消防總長雅勞活指揮。
9時42分消息，兩艘水警輪、兩艘遠洋輪船抵達出事地點，兩架直升機在上空盤旋並報告海上發現殘骸。駐機場的消防輪雷鳥號正前往現場。10時55分，海面發現一具外籍男子屍體，即唯一找到的機員。第一架直升機見到現場有零碎貨物及油漬飄浮海面，有一裝在機翼的紅色救生艇在海面。第二架空軍直升機就見有一人浮出海面，機員由蘇聯船救起後證實不治，轉交水警輪，在11時運到觀塘碼頭送紅磡殮房。6名隨機赴現場的蛙人在掃雷艇上下海搜索，但沒發現，海面吹西南風，故浮物或已吹走。人員又撈獲兩塊飛機殘骸送上水警輪，又有人員用金屬探測器在墮機位置使用，以便打撈。
11時20分，貨機沉沒海底。空軍飛行上士約翰美臣稱貨機是已經斷為兩截後才墮入海中，因為機上貨物飄浮海面。原本隊伍的救援工作至下午5時半結束，截至昨晚只找到一具屍體，餘下三人下落不明，料已罹難，包括機長史密夫。蛙人表示現場水深102呎（31米），但因陽光照射不足而僅能潛入70呎，而且海底浮泥過厚，無法潛至海床，水深壓力大，每小時只能潛入海底十多分鐘。現場人員又試以兩船互拖一條鋼纜首尾兩端作拖纜狀，令網纜在海底拖行，若有物件拖住鋼纜始派蛙人下水，但到傍晚因海底能見度降低後被逼放棄。
救援工作在傍晚中斷一段時間後，軍部兩艘拖船DOROTHY及CLARE號再帶來蛙人採用拖繩式搜索，以期搜索機身殘骸及失蹤機員，搜索通宵進行。海事處在附近放置浮標，提醒其他船隻。
9月3日上午8時，海事處多艘船及一艘水警輪到場搜索殘骸，但因一號風球10時20分懸掛，工作告阻。海事處船隻遂返總部候命，水警輪則仍留海面，但搜索多時仍然不果，沒有找到黑盒。下午3時半，英國貿易部意外調查組（一說是民航局）3名專家（民航意外事件高級調查督察范彌士、調查督察紀寶及薛伯抵港展開調查，同時來港的還有環子午線航空兩名高層，分別是飛機工程專家B. Lee及機長B. Patrick。他們表示失事貨機在英註冊，機員亦為英人，故來港與民航處一同調查。調查範圍包括失事飛機有否爆炸、保養等。貿易部意外調查組3官員將以私人形式調查，其後呈交報告予民航署長（即民航意外事件首席調查督察）。由於貨物價值不菲，吸引不少蝦艇到現場打撈，海事處人員不多，無力攔阻，警方則稱若不交回貨物予警方，會被起訴。
4日晨因熱帶風暴嘉納而懸掛3號風球，現場工作中止。由於打撈困難，港府欲向日本借用備有精密儀器的深海探測船大阪漁船，搜索該貨機。由於海床是爛泥地，水流湍急，水深逾100呎，故有必要借用。4日，英國民航局組成的調查小組成立並開會，包括一名航空安全警察、兩名調查員、環子午線航空兩名代表。
5日，海軍在拖船CLARE號安裝可查出飛機金屬片的聲納金屬探測器，中午出海續搜索，但仍因熱帶風暴而無法展開工作。當日軍部派出兩艘拖輪、兩艘快艇及6名蛙人。6日晨海軍巡邏艇仁頓號曾到現場希望搜索，但仍然為海面風浪所阻。3名英國專家曾隨一海軍艦到現場實地查勘。7日晨兩艘皇家海軍巡邏艇華茲柏頓及仁頓號及拖船CLARE號到場，沒有發現。

## 肇事飛機
加拿大飛機製造公司CL-44型噴射螺旋槳式飛機是世上首款搖尾式長程運輸機，使用4個勞斯萊斯引擎，飛行速度每小時375海里（695公里），航程2700海里（5000公里），貨艙長98呎1吋（29.9米），機身最高位置為11呎4吋（3.45米)，機身寬13呎1吋（3.99米）。主要用作貨運用途，但亦可作客貨兩用。設計上可設124個乘客座位及1700立方呎的貨物艙位，其中1090立方呎設於主艙後部，其餘則在機底下層。飛機並設兩個廚房及三個廁所。飛機1960年11月開始處女飛行。

## 事故原因
飛機起飛後，飛機右邊機翼外側部份脫落，損毀了四號引擎。四號引擎隨即失控及觸發引擎內部失火，火勢並因機內燃料而蔓延，最終令火勢一發不可收拾。
航空界人士曾對報章表示即使一引擎著火，仍可關掉第二隻引擎，留下一對引擎，續航力仍足以飛回啟德。墮海後該機碎裂、機輪脫落，顯示肇事時機輪伸出。

## 連結
1. 出事飛機照片 (來自Aviation Safety Network) （页面存档备份，存于）
2. 最後通話紀錄 (英文) （页面存档备份，存于）